# Franz Burchart

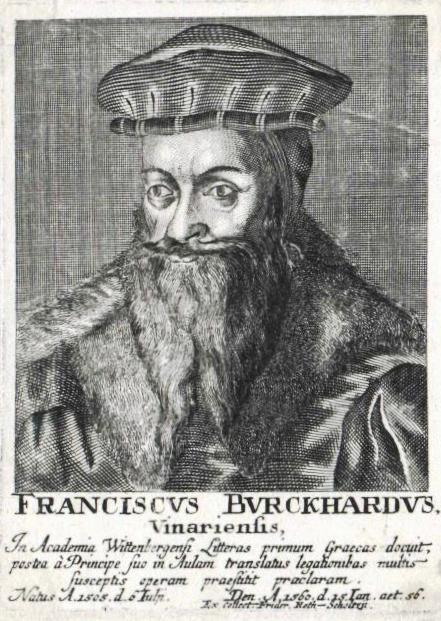
Franz Burckhard

Franz Burchart, auch Franz Burckhardt, (* 3. Juli 1503 in Weimar; † 15. Januar 1560 ebenda) war ein deutscher Gelehrter und Politiker.

## Leben
Burchart wurde als Sohn eines Beamten am Hof Johann von Sachsen in Weimar geboren. Am 15. Mai 1520 immatrikulierte er sich an der Universität Wittenberg (Leucorea) und fand Aufnahme im Hause Philipp Melanchthons. Nachdem er am 4. Februar 1524 den Magister erhalten hatte, empfahl ihn Melanchthon Georg Spalatin für die Quintilian-Professur an der Artistenfakultät, und als Lieblingsschüler Melanchthons erhielt er 1530 die Professur für Griechische Sprache. Im Wintersemester 1527 und 1535 übernahm er das Dekanat der Artistenfakultät und führte im Wintersemester 1532 das Rektorat der Leucorea.
1535 wurde Burchart an den Hof des Kurfürsten gezogen, um den verstorbenen Christian Beyer als Vizekanzler zu ersetzen. So begleitete er Johann Friedrich von Sachsen im November 1535 nach Wien, war bei der Unterredung des Kurfürsten mit Pier Paolo Vergerio zugegen und begleitete im Dezember Gregor Brück auf den Konvent in Schmalkalden, um mit ihm die Verhandlungen mit den englischen Unterhändlern zu führen.
Fortan fand man ihn bei vielen Verhandlungen als Vertreter des kursächsischen Hofes in Fragen der Reformation. So war er auch mehrmals in England am Hofe Heinrichs VIII. tätig, reiste auch nach Frankreich, wurde 1542 als verwaltender Kanzler des Landes Braunschweig eingesetzt und wurde am 2. November 1544 zum kursächsischen und schmalkaldischen Rat des Hauses Weimar bestellt. Nach der Schlacht bei Mühlberg und der Niederlage im Schmalkaldischen Krieg folgte er seinem ernestinischen Herren nach Weimar. Hier beteiligte er sich maßgeblich an der Gründung der Universität Jena und versuchte, Melanchthon für diese zu gewinnen.
Burchart war neben seinem politischen Lehrmeister Gregor Brück einer der einflussreichsten kursächsischen Politiker während der Reformationszeit. Seine Tochter Barbara war mit dem Leipziger Professor der Theologie Viktorin Strigel verheiratet und seine Tochter Katharina ehelichte den Professor der Rechte in Jena und Wittenberg Matthäus Wesenbeck.